# Свиридов, Николай Алексеевич
Никола́й Алексе́евич Свири́дов (1925—2007) — участник Великой Отечественной войны,  сержант Советской Армии, Герой Советского Союза (1945).

## Биография
Родился 1 мая 1925 года в селе Гнилуша (ныне — Семилукский район Воронежской области). После окончания семи классов школы работал в колхозе. В 1943 году был призван на службу в Рабоче-крестьянскую Красную Армию и направлен на фронт Великой Отечественной войны.
К январю 1945 года сержант Н. А. Свиридов командовал миномётным отделением 1285-го стрелкового полка 60-й стрелковой дивизии 47-й армии 1-го Белорусского фронта. Отличился во время освобождения Польши. 16 января 1945 года отделение Свиридова одним из первых переправилось через Вислу в районе города Новы-Двур-Мазовецки и приняло активное участие в боях за захват и удержание плацдарма на его западном берегу, уничтожив 5 огневых точек противника. Во время отражения немецких контратак, выдвинувшись вперёд основных сил, вёл огонь по противнику, сражался врукопашную.
Указом Президиума Верховного Совета СССР от 27 февраля 1945 года за «образцовое выполнение боевых заданий командования на фронте борьбы с немецкими захватчиками и проявленные при этом мужество и героизм» сержант Николай Алексеевич Свиридов был удостоен звания Героя Советского Союза с вручением ордена Ленина и медали «Золотая Звезда» за номером 7403.
В 1946 году был демобилизован. Проживал и работал в родном селе. Позже перебрался в Нововоронеж. Умер 24 июня 2007 года там же.
Был также награждён орденом Отечественной войны 1-й степени и рядом медалей.